# 76P/West-Kohoutek-Ikemura
76P/West-Kohoutek-Ikemura, komet Jupiterove obitelji.